# Charlie Creed-Miles
Charlie Creed-Miles (24 de marzo de 1972) es un actor y músico británico.
Creed-Miles nació en Nottingham, y tuvo su primer papel protagónico, con 21 años, en The Punk (1993). De su relación con la actriz Samantha Morton (con la que coprotagonizó The Last Yellow) tuvieron una hija, Esmé Creed-Miles, nacida en 2000.

## Filmografía
- Romans (2017) .... Paul
- 100 Streets (2017).... George
- Wild Bill (2012).... Bill
- Más allá de la vida (2010)....Fotógrafo
- You And I (2010).... Ian
- Harry Brown (2009).... Sargento Hickock
- El rey Arturo (2004) .... Ganis
- Essex Boys (2000) .... Billy Reynolds
- The Last Yellow (1999) .... Kenny
- Woundings (1998) .... Stanley Jardine
- Nil by Mouth (1997) .... Billy
- El quinto elemento (1997) (como "Charlie Creed Miles") .... David
- The Young Poisoner's Handbook (1995) .... Berridge
- Bad English I: Tales of a Son of a Brit (1995)
- Super Grass (1994) .... Greg
- The Punk (1993) .... David
- London Kills Me (1991) .... Niño en el ascensor
- Let Him Have It (1991) .... Segundo chico en el colegio

## Televisión
- Giri/Haji (2019) ... Connor Abbot
- Ripper Street (2015) ...Horace Buckley...Episodio 3.2 "The Beating of Her Wings"
- Peaky Blinders (2013) ...Billy Kimber
- Endeavour (2012) ...Teddy Saunders
- Falcón (2012) ...Inspector Ramirez
- True Love' (2012).... David
- Injustice (ITV, 2011)
- Five Days (BBC, 2007)
- La movida
- Agatha Christie's Marple: El tren de las 4:50
- Charles II: The Power and The Passion
- Waking the Dead
- Hardware
- White Teeth
- Dead Casual
- Lenny Blue
- Station Jim
- The Sins
- Faith in the Future
- Loved Up
- A Touch of Frost
- The Upper Hand
- Between the Lines
- The Life and Death of Philip Knight
- Trust Me
- Drop the Dead Donkey
- Casualty
- Press Gang
- Words of Love
- The Gemini Factor
- Skins
- Silent Witness (2011) ...Francis Mynall

## Música
- North of Ping Pong